# Gilles Vincent
 (juin 2021).
Si vous disposez d'ouvrages ou d'articles de référence ou si vous connaissez des sites web de qualité traitant du thème abordé ici, merci de compléter l'article en donnant les références utiles à sa vérifiabilité et en les liant à la section « Notes et références ».
Pour les articles homonymes, voir Vincent.
Gilles Vincent (né le 11 septembre 1958 à Issy-les-Moulineaux) est un écrivain français, auteur de romans policiers, de nouvelles, de romans de littérature générale et de polars destinés aux adolescents.

## Biographie
Gilles Vincent est originaire du nord de la France (plus précisément de Le Quesnoy), une région qu'il quitte à l'âge de trente-trois ans. Après avoir vécu pendant onze ans à Marseille, il réside depuis 2003 en Béarn, dans le département des Pyrénées-Atlantiques.

## Publications

### Romans
- Sad Sunday, éditions Timée, 2009 (lauréat du prix Marseillais du Polar 2010)[1].
- Parjures, éditions Jigal Polar, 2012 (finaliste du prix Michel-Lebrun 2012).
- Djebel, éditions Jigal Polar, 2013 (lauréat du prix Europolar 2014 de la ville d'Argenteuil).
- Beso de la muerte, éditions Jigal Polar, 2013 (finaliste du prix Landernau 2013, lauréat du prix Cezam Inter CE 2014 attribué par un jury de plus de quatre mille lecteurs).
- Trois heures avant l'aube, éditions Jigal Polar, 2014 (finaliste du prix Michel-Lebrun 2014, lauréat du prix du Mauvais genre 2015, lauréat du prix du Périgord vert 2016).
- Hyenae, éditions Jigal Polar, 2015 (finaliste du prix Landernau 2015).
- Un, deux, trois … sommeil !, éditions Cairn, 2016, coll. « Du Noir au Sud ».
- Ce pays qu'on assassine, roman noir, politique et social, éditions In8, 2017 (nommé pour le prix du polar de Villeneuve-lès-Avignon 2017, nommé pour le prix Michel-Lebrun 2017, nommé pour le prix François-Augieras 2017). Réédition en version poche aux éditions Cairn, mars 2021.
- Dans la douleur du siècle, roman passerelle entre polar et littérature, éditions In8, février 2018 (finaliste du prix Augieras 2018, finaliste du prix des lycéens de Villeneuve/Lot 2019, finaliste du prix national Chronos 2019).
- Noir Vézère, polar préhistorique, éditions Cairn, mai 2018 (finaliste du grand prix du Roman historique de Blois 2019).
- Si je cessais de vous écrire, roman épistolaire, éditions Parole, février 2019 (lauréat du prix La Ruche des livres 2019).
- Peine Maximum, polar-thriller, éditions Cairn, mars 2019.
- Les Poupées de Nijar, roman noir, Au diable vauvert, février 2020. (nommé au prix Landernau 2020, Lauréat du Prix de La Boétie 2021, Lauréat du prix Mauves en noir 2021)
- Usual victims, Au diable vauvert, 2022 Sélection Grand Prix de littérature policière 2022 (Lauréat du prix du Verdoyer 2022)
- Antiques Trahisons, éditions Cairn, juin 2022[2]
- Dans la douleur du siècle, éditions Cairn, 2023
- Amadeus, Au diable vauvert, 2024  (ISBN 9791030706475).
- Djebel, éditions Cairn, 2024
- Psychoses, Au Diable Vauvert, 2025

### Nouvelles
- Les essuie-glaces fatigués rendent les routes incertaines, recueil de nouvelles, éditions Eaux-Fortes, 2011.
- Cabines : texte lanceur d'alerte (entre « Matin brun » et « Indignez-vous ») aux éditions Paroles, février 2021. Cabines est joué au théâtre depuis juillet 2022.

### Littérature d'enfance et de jeunesse
- Gévaudan, le retour de la Bête, polar-ados, éditions Paul et Mike, 2014 (lauréat du prix Bouquin'ados 2015).
- Jack l’Éventreur, le retour, polar-ados, éditions Paul et Mike, 2015.
- Dans les eaux troubles du Loch Ness, polar-ados, éditions Paul et Mike, décembre 2017.
- Dans l'ombre de Dracula, polar-ados, éditions Paul et Mike, janvier 2020.
- Toutânkhamon et le complot mystérieux, polar-ados, éditions Paul et Mike, 2021